# Nikol Merizaj
Nikol Merizaj, född 7 augusti 1998, är en albansk simmare.

## Karriär
Merizaj tävlade för Albanien vid olympiska sommarspelen 2016 i Rio de Janeiro, där hon blev utslagen i försöksheatet på 100 meter frisim.
I juli 2021 vid OS i Tokyo slutade Merizaj på 42:a plats på 50 meter frisim och satte ett nytt albanskt rekord efter ett lopp på 26,21 sekunder. I juni 2022 var Merizaj en av två simmare från Albanien vid VM i Budapest. Hon slutade på 38:e plats på både 50 meter frisim och 50 meter fjärilsim.